# Liste des compagnies aériennes en Mongolie
Voici une liste de compagnies aériennes qui ont un certificat d'opérateur aérien en cours de validité délivré par l'Autorité de l'aviation civile de Mongolie (mongol : Иргэний Нисэхийн Ерөнхий Газар).

## Compagnies aériennes régulières
| Compagnie aérienne      | Image  | OACI | IATA | Indicatif d'appel | Depuis |
| ----------------------- | ------ | ---- | ---- | ----------------- | ------ |
| Aero Mongolia           | </img> | MNG  | MO   | AERO MONGOLIA     | 2003   |
| Hunnu Airlines          | </img> | MML  | M    | TRANS MONGOLIA    | 2012   |
| MIAT Mongolian Airlines | </img> | MGL  | OM   | MONGOL AIR        | 1956   |

## Compagnies aériennes charter
| Compagnie aérienne | Image | OACI | IATA | Indicatif d'appel | Depuis |
| ------------------ | ----- | ---- | ---- | ----------------- | ------ |
| Sky Horse Aviation |       | TNL  | -    | SKY HORSE         |        |

## Compagnies aériennes cargo
| Compagnie aérienne      | Image | OACI | IATA | Indicatif d'appel | Depuis |
| ----------------------- | ----- | ---- | ---- | ----------------- | ------ |
| Air Cargo Mongolia      |       | MGC  | -    | MONGOLIE CARGO    | 2013   |
| Mongolian Airways Cargo |       | MGW  |      | GRAND MONGOLIEN   |        |

## Voir également
- Liste des anciennes compagnies aériennes de Mongolie
- Liste des compagnies aériennes d'Asie
- Liste des anciennes compagnies aériennes d'Asie
- Liste des aéroports de Mongolie
- Aéroport international Buyant-Ukhaa
- Liste des compagnies aériennes
- Liste des compagnies aériennes en Asie
- Compagnies aériennes interdites d'exploitation dans l'Union européenne
- Liste des compagnies aériennes disparues en Asie
- Liste des compagnies aériennes en Europe